# Bildts

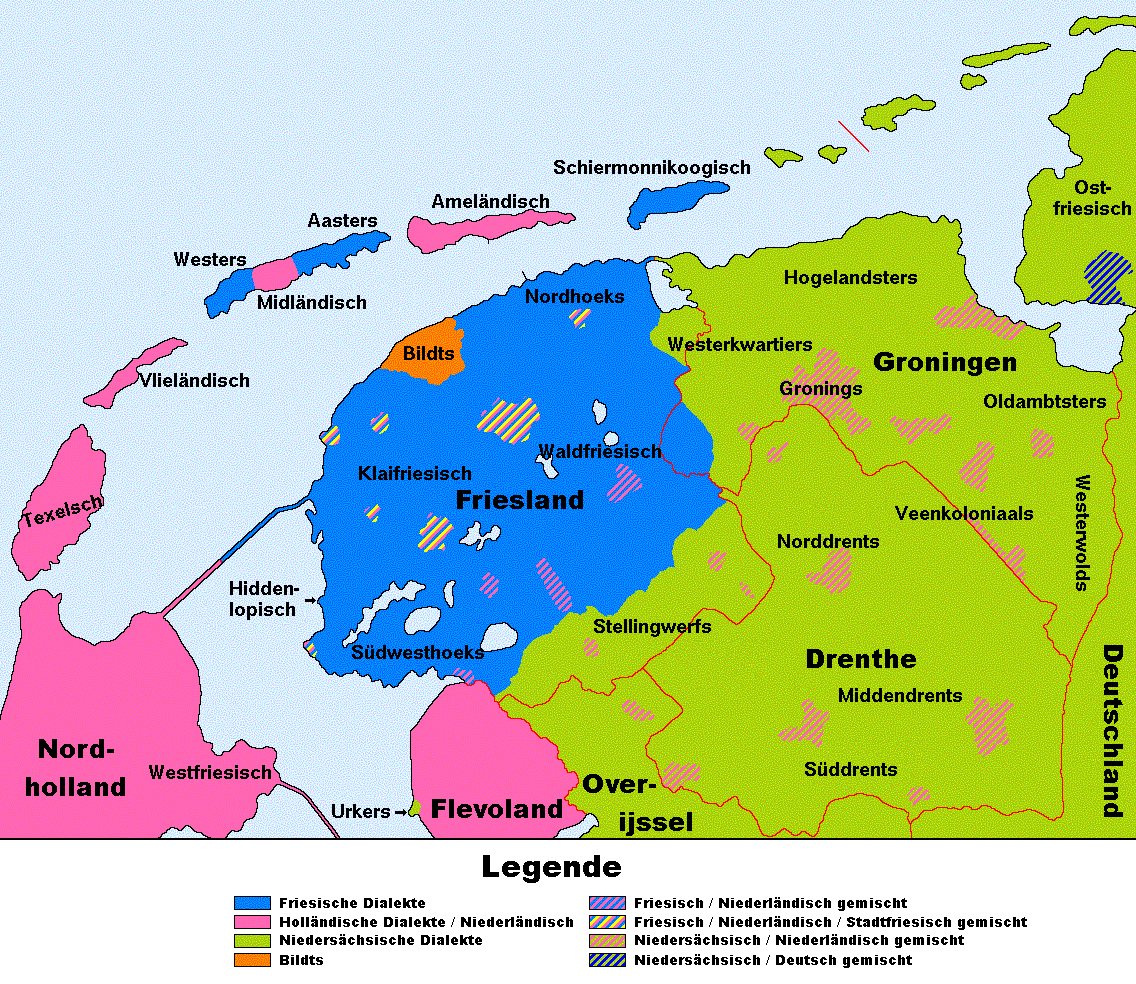
Traditionelle Verteilung der Sprachen in den Nordniederlanden

Das Bildts ist ein möglicherweise niederländischer Dialekt. Fälschlicherweise wird er zu den holländischen Dialekten gerechnet, oft mit dem Stadtfriesischen, Ameländischen und Midslander Dialekt in einer eigenständigen Dialektgruppe eingeteilt. Er wird in der Polderlandschaft von Het Bildt in der niederländischen Provinz Friesland gesprochen.

## Geschichte
Das Bildts entstand, als 1505 das Gebiet um das heutige Het Bildt durch Herren aus der heutigen Provinz Südholland eingepoldert wurde. Also kamen auch neue Siedler aus dieser Gegend um Werkendam. So mischten sich die Sprache der Neusiedler mit der westfriesischen Sprache der umliegenden Bevölkerung und wurde zum Bildts. Der Dialekt wird manchmal sogar als eigene Kreolsprache gedeutet, vor allem aufgrund seiner stark westfriesisch geprägten Grammatik.
Das Bildts wird in den Orten Sint Annaparochie (Bildts: Sint-Anne), Sint Jacobiparochie (Sint-Jabik), Vrouwenparochie (Froubuurt), Oudebildtzijl (Ouwe-Syl), Westhoek (De Westhoek) und Nij Altoenae gesprochen. Nur im Ort Minnertsga, der nicht im Poldergebiet liegt und erst seit 1984 zur Gemeinde Het Bildt gehört, sprechen die Einwohner traditionell westfriesisch.
2006 wurde die Zahl der Sprecher auf 10.000 geschätzt.